# Carlos Miranda
Luis Carlos Miranda Cordal (Santiago, Chile, 17 de julio de 1945 - El Valle, Granada, 20 de noviembre de 2016), también conocido como Carlos Miranda, fue un compositor, pianista, actor y director de orquesta español.

## Biografía
Comenzó sus estudios musicales en Chile, su país natal, en el Conservatorio Nacional de Música con Flora Guerra (piano) y Gustavo Becerra-Schmidt (composición). En 1971 ingresa al Royal College of Music en Londres donde continúa sus cursos de piano, composición y dirección de orquesta. Una vez graduado se incorpora a la Rambert Dance Company (1974-8) como pianista y compositor residente. Luego se une a la Compañía Lindsay Kemp donde compone la música y colabora en la creación de varios espectáculos.

## Obras
Principales trabajos para Rambert Dance Company: “The Parades Gone By” (Kemp, 1976) y  “Cruel Garden” (Bruce/Kemp, 1977, también en versión televisiva de la BBC (Colin Nears), que ganó el Prix Italia Música-1982.
Trabajos para la Compañía Lindsay Kemp: “Sueño de una Noche de Verano”, “Duende, poema Fantástico para Federico García Lorca", “The Big Parade”, “Nijinsky il matto”, “Cenicienta, una opereta gótica”, “Variété”, “Elizabeth I, el último baile”. Muchos de estos espectáculos han sido representados durante varias décadas por Europa, las Américas, Israel, Singapur, Japón y Australia.
Le han encargado además varias composiciones para la BBC Radio 3, para las Ceremonias Olímpicas de Barcelona 1992, para la Orquestra de Cambra Teatre Lliure, ha colaborado con la actriz y directora Núria Espert y el coreógrafo y bailarín Cesc Gelabert.
Ha escrito partituras para películas de cineastas independientes españoles, entre ellas: “Hamlet” (1976) y “Sueño de una Noche de Verano” (1984, versión filmada del espectáculo de la Cía. Lindsay Kemp) de Celestino Coronado; “Gaudì” (1988) de Manuel Huerga; El placer de matar (1988) y “Chatarra” (1991) de Félix Rotaeta.
Cuando murió se hallaba componiendo una ópera de título "La Niña Blanca" que dejó sin terminar.

## Películas como actor
Velvet Goldmine, (Todd Haynes -1998); Mala leche, Patrick Alessandrin - 2003); La fiesta del chivo (Luis Llosa - 2005); Los fantasmas de Goya (Milos Forman - 2006); Karol: el Papa, el hombre (TV film, Giacomo Battiato - 2006); The Promise (Terry George - 2016); ‘’ El Padrino III’’ (Francis Ford Coppola - 1990)

## Discografía
- Carlos Miranda "A Midsummer Night's Dream", The Lindsay Kemp Co. CD- Fonè Records
- Carlos Miranda "The Big Parade", The Lindsay Kemp Co. CD- Fonè Records
- Carlos Miranda "Cinderella, a gothic operetta" CD- Miranda Records
- "Chilean Music of the 20th Century, Volumes VII and VIII", Luis Carlos Miranda, pianist

## Premios
- Belgrade International Theatre Festival - BITEF 1979 - Special Award for "Cruel Garden"[22]
- Krakow Film Festival 1979 - Special Prize for music "Dancers" (film documental dirigido por John Chesworth, Derek Hart)[23]
- Belgrade International Theatre Festival - BITEF 1981 - Special Award for "A Midsummer Night's Dream"[24]
- Prix Italia Musica 1982 - "Cruel Garden"[6]